# Star Trek: Armada
Star Trek: Armada — космічна стратегія в реальному часі від Activision і Mad Doc Software, заснована на всесвіті «Зоряного шляху», зокрема телесеріалі «Зоряний шлях: Наступне покоління». Ігровим процесом гра подібна на Homeworld. Продовження, Star Trek: Armada II, вийшло 16 листопада 2001 року.

## Ігровий процес

### Основи
Гравець керує космічними кораблями та станціями з метою знищити ворожі сили. Гра відбувається на площині, де розташовуються планети, астероїди, і туманності. На початку дається будівельний корабель, кілька бойових, і запас ресурсів. Будівельні кораблі можуть створити зоряну базу, де конструюються нові кораблі, станцію переробки дилітію, що генерує ресурси, два типи верфей, турелей і лабораторій, і суперзброю. Спеціальні судна добувають дилітій з дилітієвих супутників і перевозять його на станції переробки. Очищений дилітій необхідний для конструювання нових кораблів і космічних споруд. Кораблі потребують екіпажу, що поступово надходить із зоряних баз. Якщо база розміщена поблизу планети, то притік екіпажу підвищується. Крім рядового екіпажу кораблі слід забезпечувати офіцерами, але їхня максимальна кількість, на відміну від рядового складу, обмежена. Цей ліміт зростає, якщо гравець будує більше зоряних баз, або вдосконалює наявні. Екіпаж можливо переміщувати між кораблями, щоб посилити потрібне судно, поповнити втрати, чи захопити ворожий корабель.
У кожного класу кораблів є запас міцності, силові щити, двигуни, сенсори, зброя та спецздібності. Гравець може віддавати різні накази та задавати автоматичну поведінку корабелів. Кожен корабель має довільну назву, якщо назв не вистачає для певного класу, то гра автоматично додає приставки -A,-B, тощо.
На карті трапляються астероїдні поля (пролітаючи крізь які кораблі пошкоджуються), чорні діри (притягують кораблі з вимкненими двигунами), червоточини (переносять кораблі до іншої червоточини) і туманності. Різні види туманностей мають різні ефекти: метріонні (червоні, сповільнюють кораблі і пошкоджують їхні щити, а потім корпуси), радіоактивні (жовті, з часом убивають екіпаж), метафазні (зелені, знімають всі негативні ефекти, підвищують швидкість відновлення щитів), керулеанні (сині, вимикають усі види щитів і зброї та демаскують приховані кораблі) і мутаранні (фіолетові, вимикають щити і сенсори).
У грі чотири фракції: Ромуланці, Клінгони, Федерація і Борги. Кампанія складається з 20 місій, розділена на п'ять частин: по одній для кожної з ігрових фракцій і п'яту частину, в якій гравець бореться проти Боргів, контролюючи союз трьох інших фракцій. Багатокористувацький режим дозволяє грати проти комп'ютера або інших гравців.

### Фракції
Федерація — міжзоряний альянс кількох цивілізацій, куди входить і людство. Федерація зосереджується на дипломатії та дослідженнях, але її Зоряний Флот обладнаний і доволі потужною зброєю та є універсальним, маючи протидію на кожну ворожу зброю чи хитрощі.
Володіє кораблями:
- Розвідувальний корабель — «Вентурі»; озброєння: 1 імпульсний фазер; спецздатність: тахіонне виявлення (пеленгує приховані кораблі)
- Есмінець — «Дефайант»; озброєння: 2 імпульсних фазера; спецздатність: анігіляційні міни (магнітні)
- Артилерійський крейсер — «Стімраннер»; озброєння: трикобальтові торпеди; спецздатність: перевантаження двигунів (блокує двигуни ворожих кораблів поблизу)
- Крейсер — «Акіра»; озброєння: фазер; спецздатність: пульсар ланцюгової реакції (потужний постріл, що вражає серію ворожих кораблів)
- Спец-корабель — «Небула»; озброєння: фазер, квантові торпеди; спецздібності: блок щитів (блокує щити ворожих кораблів поблизу), ефект близнюків (тимчасово створює двійника дружнього корабля), оборонні фазери (знищує ворожі торпеди поблизу), інженерні загони (телепортуються на дружні кораблі, відновлюючи щити і прискорюючи ремонт)
- Лінійний корабель — «Суверін»; озброєння: фазер, квантові торпеди; спецздатність: корбомітовий відбивач (відображає вогонь назад до ворога, не працює проти трикобальтових торпед і імпульсної зброї)

Суперзброя Федерації — тимчасове стазисне поле, яке зупиняє всі ворожі кораблі в зоні дії.
Клінгони — войовничі гуманоїди, що спираються на грубу силу та відкритий бій.
- Розвідувальний корабель — «Нак'Даж»; озброєння: 1 імпульсний дисраптор; спецздатність: тахіонна мережа виявлення
- Есмінець — «Б'Рел»; озброєння: 3 імпульсних дисраптора; спецздібності: гравітаційні міни (гальмують ворога), пристрій невидимості (ховає корабель від локаторів і прямого огляду, але відключає щити і зброю)
- Штурмовий корабель — «Сак'Жах»; озброєння: фотонні торпеди; спецздатність: абордажна команда (запускає капсулу через щити ворога, десантники борються з екіпажем корабля за контроль)
- Крейсер — «Вор'ча»; озброєння: дисраптори; спецздібності: поларонна торпеда (торпеда, що проникає через щити і відключає одну із систем ворога), пристрій невидимості
- Спец-корабель — «Фек'лар»; озброєння: дисраптори, фотонні торпеди; спецздібності: бойовий клич (збільшує ефективність дружніх кораблів поблизу), відображуюча хвиля (відключає двигуни ворога і відштовхує його), іонна буря (тимчасова туманність пошкоджує всі кораблі в ній), розпилювач енергії (висмоктує енергію у всіх ворогів поблизу)
- Лінійний корабель — «Нех'Вар»; озброєння: дисраптори, фотонні торпеди; спецздатність: іонна гармата (потужний одиничний заряд)

Суперзброя клінгонів — Шокова хвиля, яка вбиває екіпажі на шляху свого руху та пошкоджує легкі кораблі. При цьому станція, що запускає хвилю, руйнується.
Ромуланці — нащадки вулканців, які на відміну від них покладаються на прихованість, диверсії та різноманітні хитрощі.
- Розвідувальний корабель — «Пазур»; озброєння: 1 імпульсний дисраптор; спецздібності: тахіонна мережа виявлення, пристрій невидимості
- Есмінець — «Сорокопуд»; озброєння: 2 імпульсних дисраптора; спецздібності: ромуланский шпигун (телепортуція на борт ворожого корабля або станції агента Тал шіар), пристрій невидимості
- Артилерійський крейсер — «Хижак»; озброєння: трикобальтові торпеди; спецздібності: міотронний інгібітор (блокує зброю ворога поблизу), пристрій невидимості
- Крейсер — «Грифон»; озброєння: дисраптори: спецздібності: глушник сканерів (засліплює ворогів поблизу), пристрій невидимості
- Спец-корабель — «Тінь»; озброєння: дисраптори, плазмові торпеди; спецздібності: голопроектор (змушує ворогів стріляти один в одного), псіонний удар (примушує ворожий екіпаж збожеволіти і вбивати один одного), щитовий конвертер (покращує щити дружнього корабля), фазовий пристрій невидимості (робить корабель невидимим і дозволяє проникати через предмети)
- Лінійний корабель — «Бойовий птах»; озброєння: дисраптори, плазмові торпеди; спецздібності: промінь щитової інверсії (краде енергію щитів у ворога і покращує свої), пристрій невидимості
- Суперзброя — «Фенікс»; озброєння: немає; спецздатність: генератор розлому (створює руйнівний розлом в просторі-часі, знищуючи все навколо, включаючи себе)

Суперзброя Ромуланців — Розлом Фенікса, що генерує розрив простору-часу, в якому всі ворожі кораблі вибухають.
Борги — кіборги, об'єднані в єдиний колективний розум, що асимілюють інші цивілізації. Борги покладаються на швидку адаптацію та захоплення ворожих кораблів під свій контроль.
- Розвідувальний корабель — «Детектор»; озброєння: 1 імпульсна енерго-гармата; спецздатність: тахіонна мережа виявлення
- Есмінець — «Перехоплювач»; озброєння: енергопромінь; спецздатність: трансварповий рушій (миттєво переміщує корабель у будь-яку відому точку розвіданого космосу)
- Крейсер — «Асимілятор»; озброєння: енерготорпеди; спецздатність: автоасимілятор (асимілює членів екіпажу ворога, даючи контроль над кораблем)
- Крейсер — «Сфера»; озброєння: енергопромені; спецздатність: регенерація (пришвидшує ремонт)
- Спец-корабель — «Діамант»; озброєння: енергопромені, енерготорпеди; спецздібності: ремодулятор щитів (тимчасово робить щити дружнього корабля непробивними), перехоплення комп'ютера (тимчасово передає ворожий корабель під контроль Боргів), наніти (тимчасово псує інтерфейс ворога), ультритієвий вибух (потужний удар по кількох ворогах)
- Лінійний корабель — «Куб»; озброєння: енергопромені, енерготорпеди; спецздібності: промінь утримування (зупиняє ворога і телепортує на борт Боргів для асиміляції корабля)

Суперзброя Боргів — Трансварпова брама, що переміщує війська від себе в будь-яку розвідану частину карти.

## Сюжет
Дія гри розгортається незабаром після закінчення війни Об'єднаної Федерації Планет з Домініоном (кінець серіалу «Глибокий космос 9»), починаючи з кампанії Федерації. Під час першого завдання, гравець керує силами Зоряного флоту, а також капітана Жана-Люка Пікара на борту «Ентерпрайза-E», відновлюючи сектор космосу, що постраждав під час війни. Раптово з майбутнього прибуває часовий корабель Федерації, переслідуваний двома сферами Боргів. Після порятунку корабля від нападу, з Пікаром зв'язується Таддеус Деммінг, капітан новоявленого корабля «Премонішн» (англ. Premonition — передбачення). Він попереджає Пікара про прийдешнє вторгнення Боргів, що прагнуть асимілювати Землю. Пікар зв'язується з Командуванням флоту для прийняття рішення. Точка зору гравця потім зміщується на посла Ворфа на борту «Авенджера» (англ. Avenger — месник), захищаючи планету ба'ку від вторгнення сон'а (див. «Зоряний шлях: Повстання»). Потім Ворфу необхідно подорожувати через туманність, в якій він стикається зі старим ворогом, Торалом. Він дізнається що Торал має намір стати канцлером Клінгонівської імперії. Тим часом «Ентерпрайз» прибув у сектор космосу, який щойно пережив напад Боргів. Пікару необхідно врятувати пошкоджені кораблі, в той же час відбиваючи хвилі Боргів на асимільованих кораблях Федерації.
Паралельно Борги також нападають і на Клінгонівську імперію. Торал, скориставшись моментом, намагається вбити канцлера Мартока. Починається громадянська війна в Імперії. Перемігши Торла в ролі Мартока, гравець дізнається що йому допомагали ромуланці.
Одночасно, ромуланці виявляють в космосі згубну омега-частинку, здатну блокувати міжзоряні польоти. Її знайшли ференгі і готуються продати її кардассіанцям. Але Тал Шіар (ромуланська спецслужба) посилає адмірала Селу силою відібрати частку. На жаль, Борги теж знають про існування частинки і бажають отримати її за всяку ціну. Дивом уникаючи Боргів, Села доставляє частку на захищену ромуланську базу.
Борги асимілюють домініонську фабрику з клонування для відтворення Речника, колишнього титулу Пікара коли він перебував у полоні Боргів. За допомогою знань і досвіду Речника, Боргам вдається відібрати омега-частинку у ромуланців. Відіславши частку в Дельта квадрант і набравши величезну кількість ресурсів, Речник вирішує напасти на Землю. Незважаючи на всі зусилля Зоряного флоту і новітні технології з майбутнього, Борги з допомогою омега-частинки долають його, асимілюють Землю і знищують «Авенджер» і «Премонішн». Лише «Ентерпрайзу» вдається втекти, скориставшись часовим порталом «Премонішна».
Повернувшись ненадовго в минуле, екіпажу «Ентерпрайза» вдається, з допомогою посла Спока, створити військовий союз між ромуланцями, Клінгонами і Федерацією. Разом їм вдається врятувати Землю від вторгнення Боргів й піти за відступаючим ворогом у саме серце володінь Боргів. Всі три фракції розуміють що єдиний спосіб зупинити Боргів — знищити омега-частинку. Заради цього, спільна армада нападає на головну базу Боргів у Альфа квадранті і захоплюють їх транспортну браму. Ворф потім веде невелику групу кораблів для прокладення безпечного шляху в Дельта квадрант через браму. Незважаючи на величезну кількість ворожих кораблів, спілці рас Альфа-квадранту вдається пробитися через оборону Боргів і знищити омега-частинку. Її вибух накриває величезний регіон космосу, і кораблі трьох фракцій ледве встигають втекти за допомогою брами перш ніж хвиля їх знищить. Але бій на цьому ще не закінчується.
Розуміючи що битву програно, Речник здійснює стрибок назад у часі у сфері Боргів в надії вбити Пікара незабаром після подій серії «Зустріч у «Далекій точці»». Але спроба Речника запобігається екіпажем «Премонішна», на який не подіяли зміни в часі, спричинені знищенням «Ентерпрайза-D». Стрибнувши слідом за сферою, «Премонішн» знищує її перед завданням фатального удару і повертається в свій час. Пікар радий знищенню загрози для Федерації і новому союзу.

## Оцінки й відгуки
| Агрегатор    | Оцінка |
| ------------ | ------ |
| GameRankings | 71%    |

| Видання                      | Оцінка  |
| ---------------------------- | ------- |
| AllGame                      | [ 4 ]   |
| Computer Games Strategy Plus | [ 5 ]   |
| Computer Gaming World        | [ 6 ]   |
| Eurogamer                    | 7/10    |
| Game Informer                | 8.25/10 |
| GameFan                      | 85 %    |
| GamePro                      | [ 10 ]  |
| GameRevolution               | B       |
| GameSpot                     | 7.9/10  |
| GameSpy                      | 73 %    |
| GameZone                     | 8/10    |
| IGN                          | 6/10    |
| PC Gamer (США)               | 69 %    |

Star Trek: Armada зібрала загалом позитивні відгуки, отримавши середню оцінку на агрегаторі GameRankings середню оцінку 71 %.
GameSpot відзначалося, що гра легка в стратегічному плані, а відеовставки в ній виглядають не вельми добре. До того ж Star Trek: Armada має проблеми в роботі з деякими відеокартами. Проте кінематографічний сюжет і озвучення Патріка Стюарта та Майкла Дорна роблять гру захопливою.
IGN назвали однокористувацьку гру в Star Trek: Armada втомливою через дизайн карт, слабкий ШІ, та важкість розрізнення кораблів. Разом з тим підкреслювалось, що Star Trek: Armada не можна назвати поганою грою. В ній цікава система ресурсів, місцями винахідливий дизайн, потужна графіка та гарний сюжет.